# Église Saint-Félix de Schuiggui
L’église Saint-Félix de Schuiggui, située dans le village de Chouigui en Tunisie, est une église catholique construite à l’époque du protectorat français. Cédée au gouvernement tunisien en 1964, elle est actuellement abandonnée.

## Construction de l’église

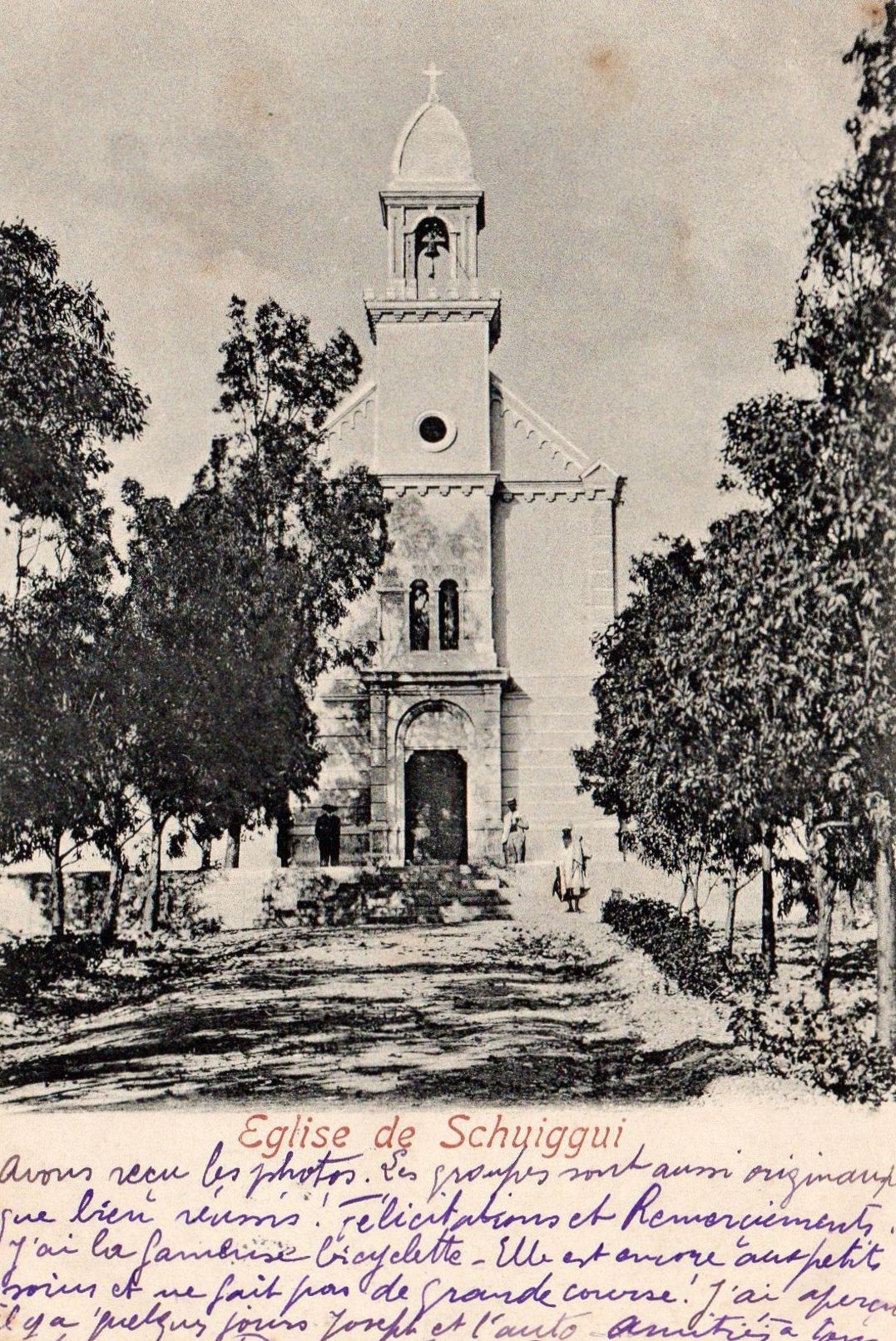
Vue de l'église vers 1904.

La création de la Société civile et immobilière de Schuiggui est à l’origine de la construction de la première chapelle sur le domaine du même nom en 1888. Il est en effet nécessaire d’assurer un soutien spirituel aux 392 employés, majoritairement siciliens, de ce vaste domaine de 3 000 hectares acquis avant l’instauration du protectorat. Un prêtre belge, l’abbé Desmet, est engagé en 1895 pour y célébrer les offices. C’est lui qui place l’église sous le patronage de sainte Donatilla, martyrisée à Thuburbo Majus sous le règne de Valérien.
Construit sur de mauvaises fondations, le bâtiment se lézarde bientôt et il est nécessaire de le détruire. Seule la cloche peut être récupérée pour être réinstallée dans le clocher de la nouvelle chapelle qui est inaugurée en 1898 par l’archevêque de Carthage, Monseigneur Clément Combes.
À la suite de désaccords entre les gestionnaires de la société et les habitants de la ville voisine de Tebourba, ces derniers obtiennent que le siège de la paroisse soit transféré de Schuiggui dans leur ville. Après le départ de l’abbé Andrieux du domaine en 1902, les offices ne sont plus assurés régulièrement dans l’église.
Il faut attendre 1925 pour que les relations s’apaisent ; les messes sont à nouveau célébrées et le catéchisme est assuré pour les enfants.
En 1930, les propriétaires du domaine de Schuiggui vendent leur société au gouvernement tunisien à l’exception de la chapelle et d’un demi hectare de terrain dont ils font don à l’archevêché.

## Destruction pendant la guerre
Pendant la campagne de Tunisie, la ville de Tebourba est le lieu de violents affrontements entre les armées américaines et anglaises et les forces allemandes à la fin de l’année 1942. L’église de Schuiggi est pillée, saccagée, portes et fenêtres enlevées et statues mutilées.

## Reconstruction
Après la guerre, la population du village se mobilise pour réparer l’édifice. Leurs efforts sont récompensés lorsque l’archevêque de Carthage, Monseigneur Maurice Perrin, vient consacrer l’église le 7 mars 1953 et la mettre sous la protection de saint Félix, évêque de la ville voisine de Thibiuca en 303. Une plaque de marbre portant le nom du protecteur est insérée à cette occasion dans l’autel provenant d’un monument antique.
Le 4 mai 1953, c’est Monseigneur Charles-Albert Gounot, successeur de Monseigneur Perrin, qui vient à son tour bénir l’église de Schuiggui.

## Après l’indépendance
L’église est finalement fermée à l’occasion du modus vivendi signé entre le gouvernement tunisien et le Vatican le 10 juillet 1964. Le bâtiment est cédé gratuitement avec l’assurance qu’il ne sera utilisé qu’à des fins d’intérêt public compatibles avec son ancienne destination.
Elle est actuellement à l’abandon.

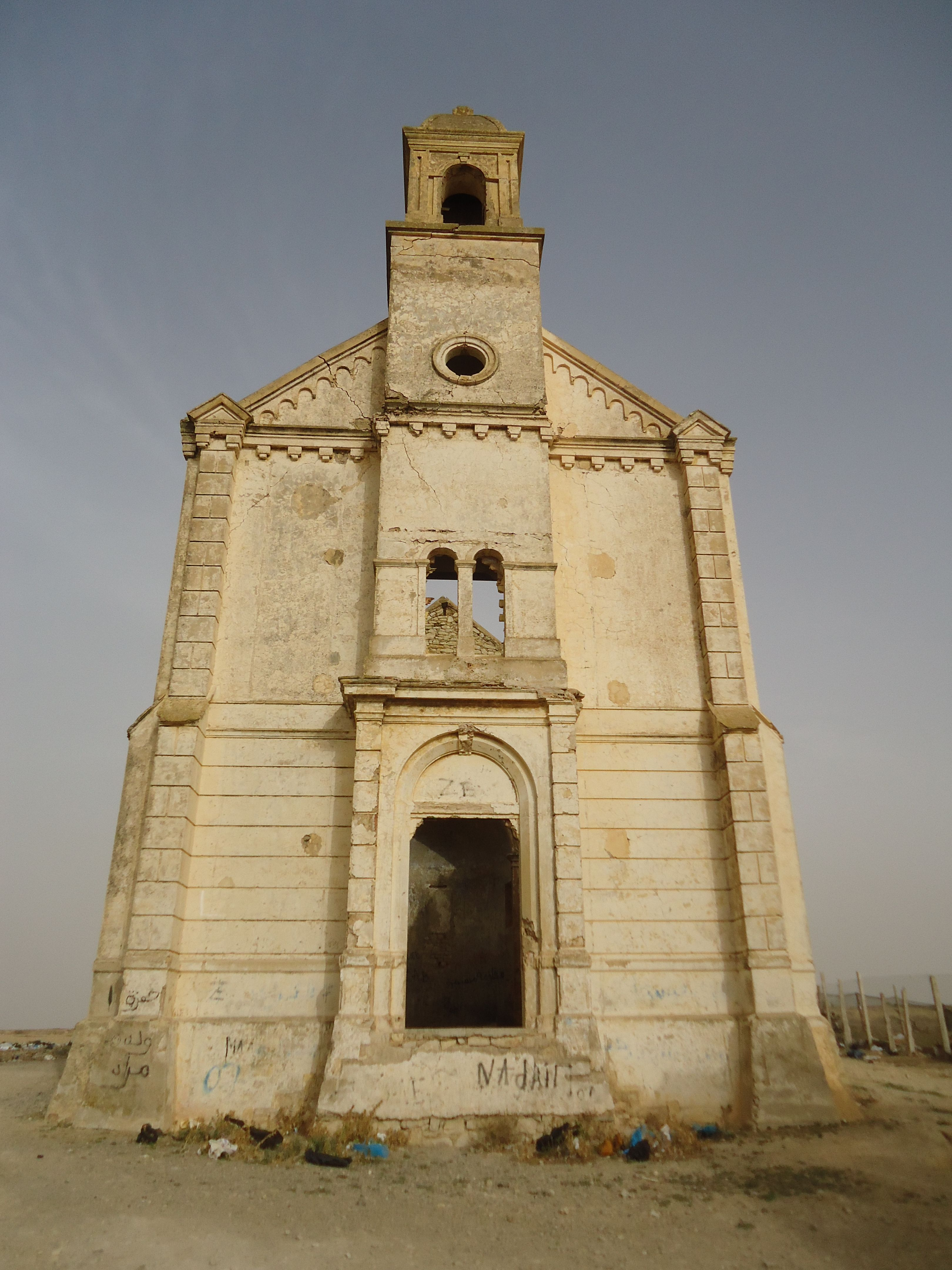
Entrée principale côté ouest.
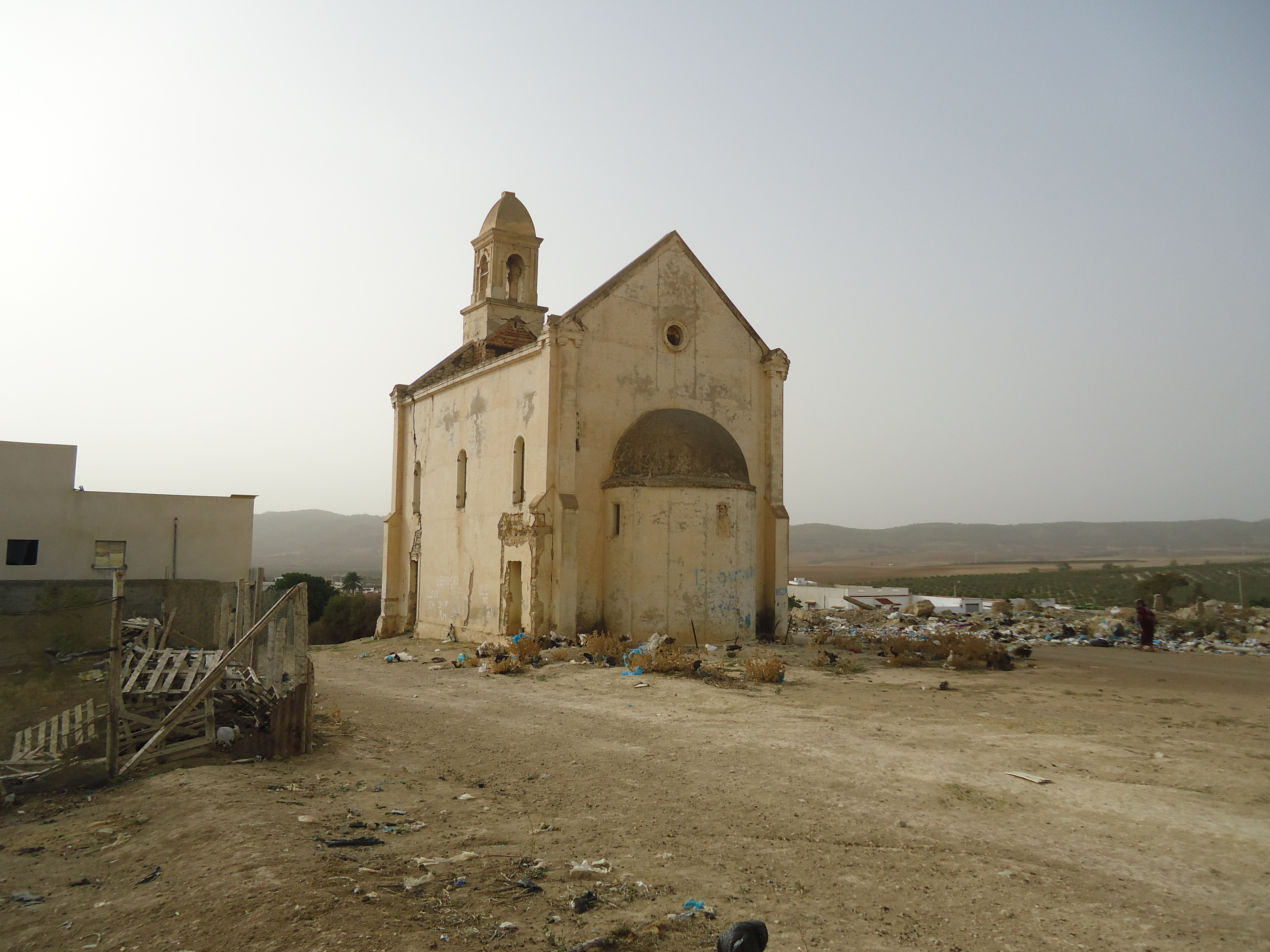
Vue d'ensemble.
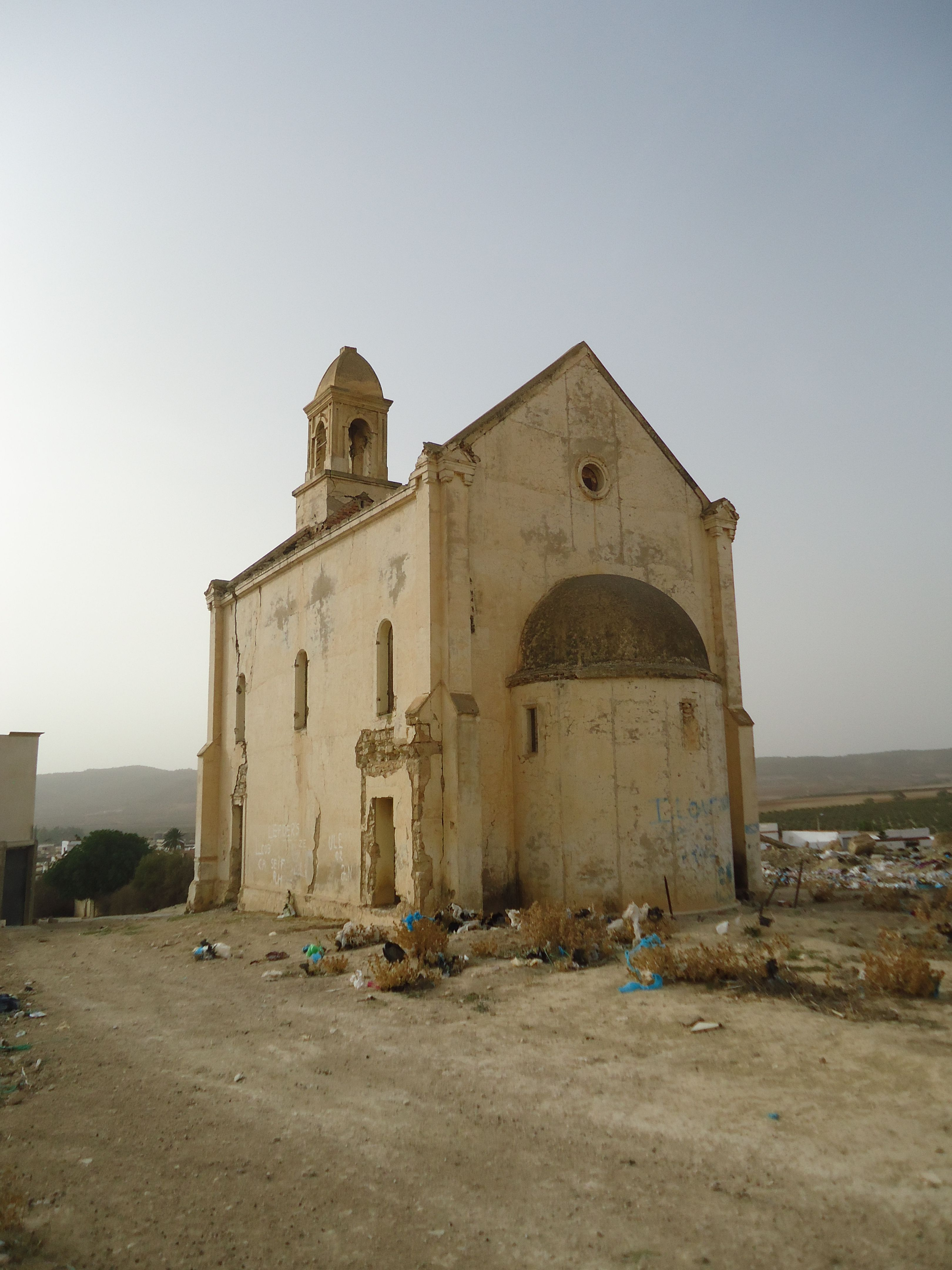
Côtés sud et est.
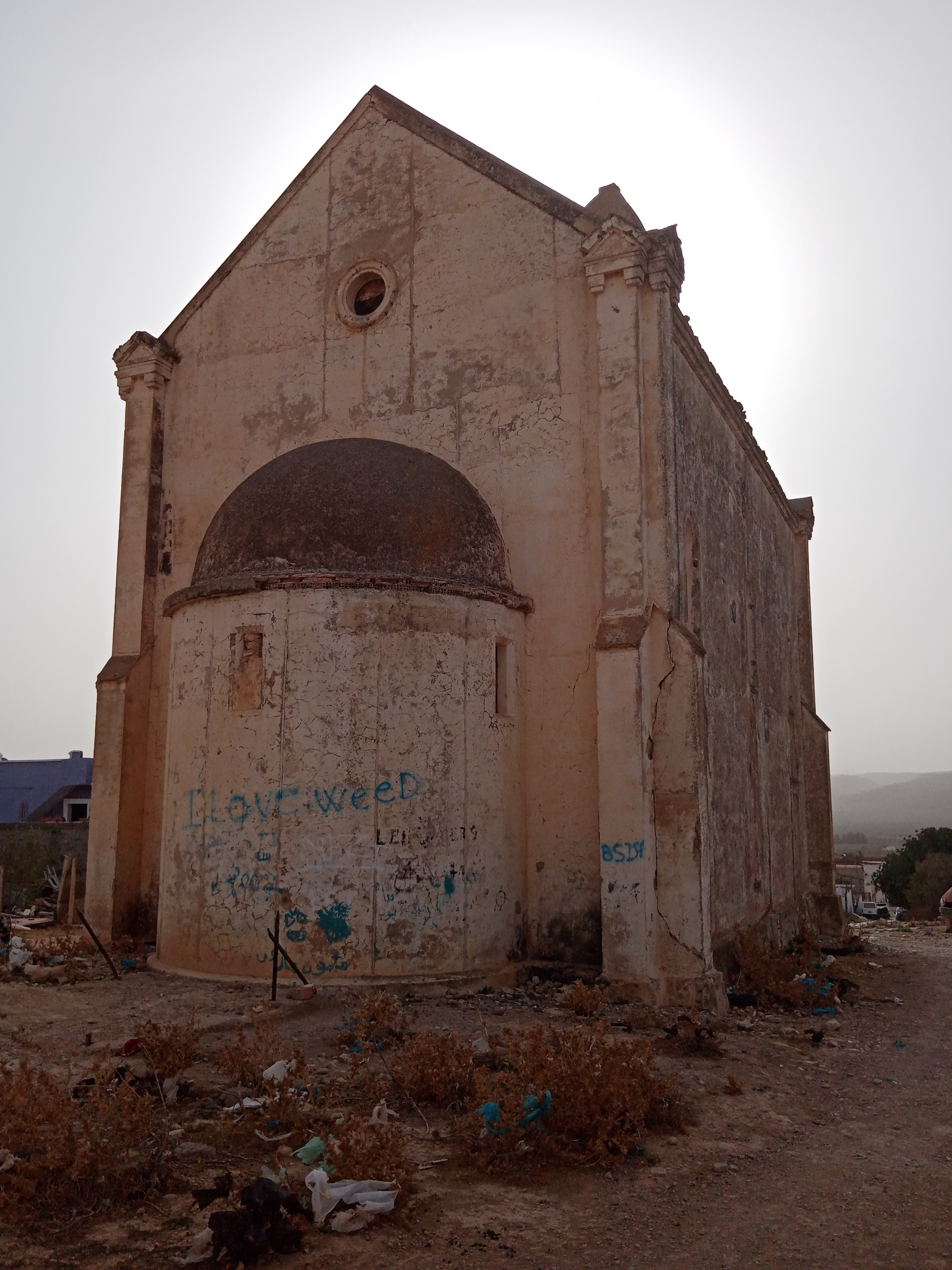
Côté est.
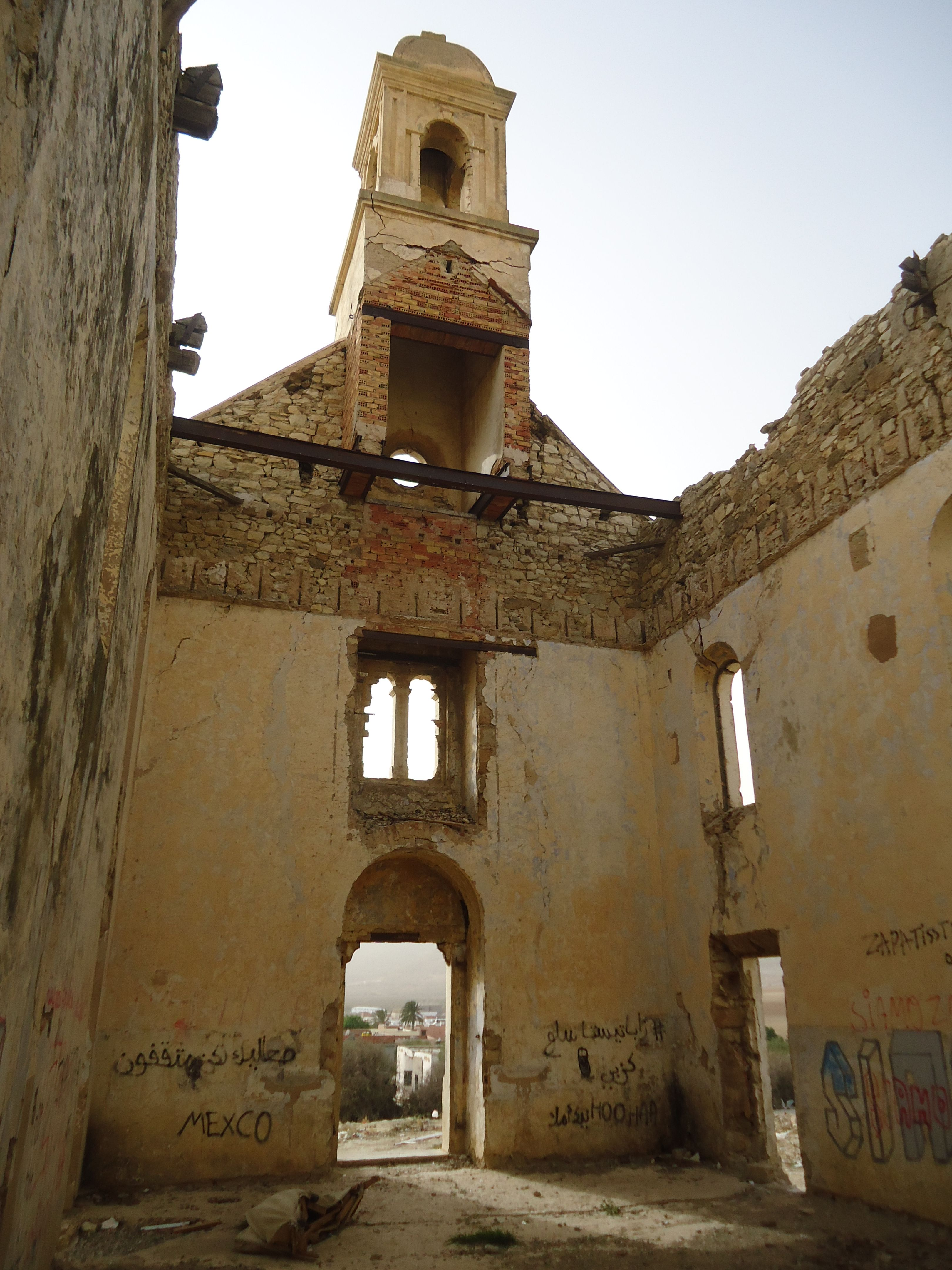
Intérieur côté ouest.
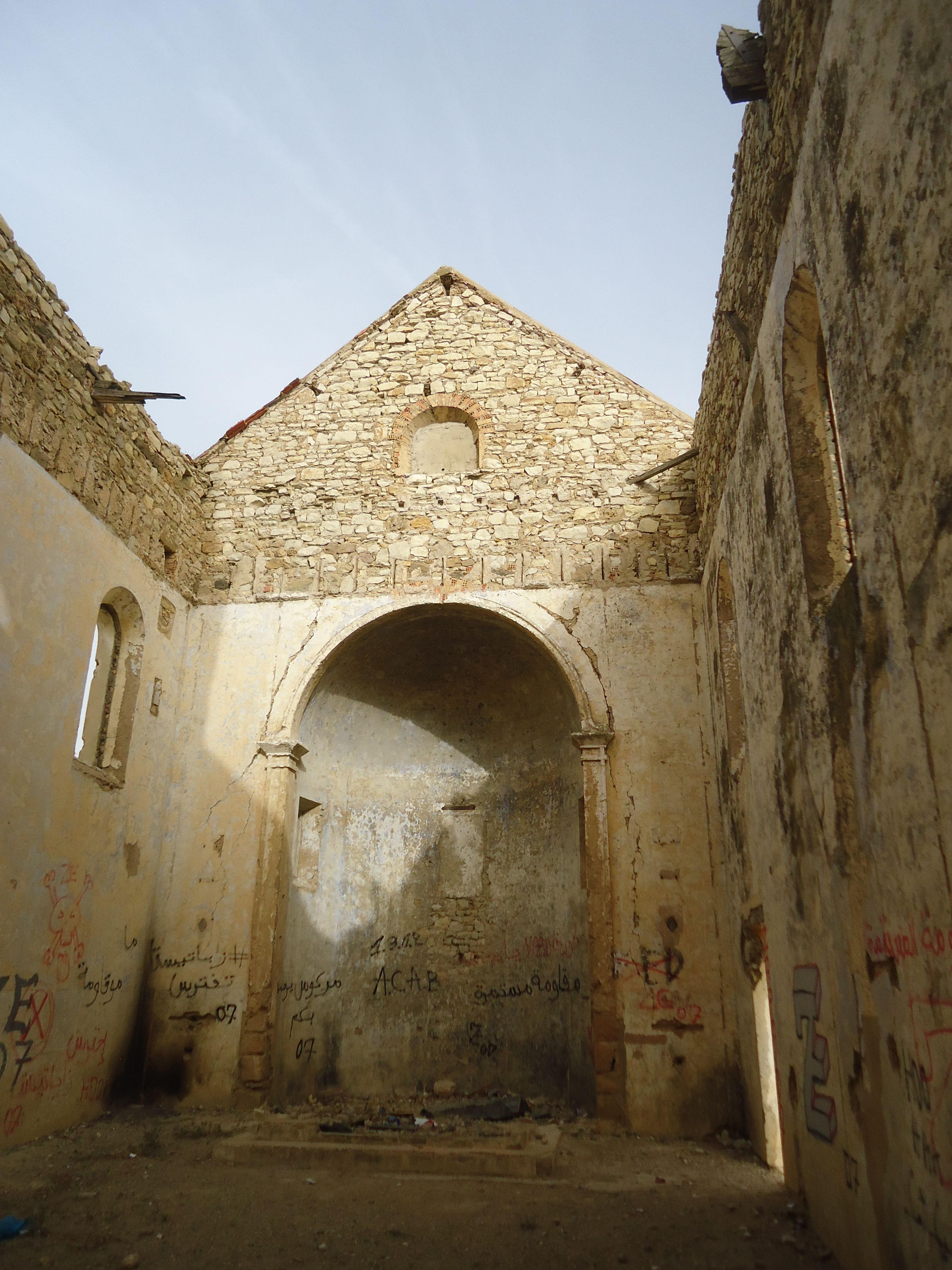
Intérieur côté est.
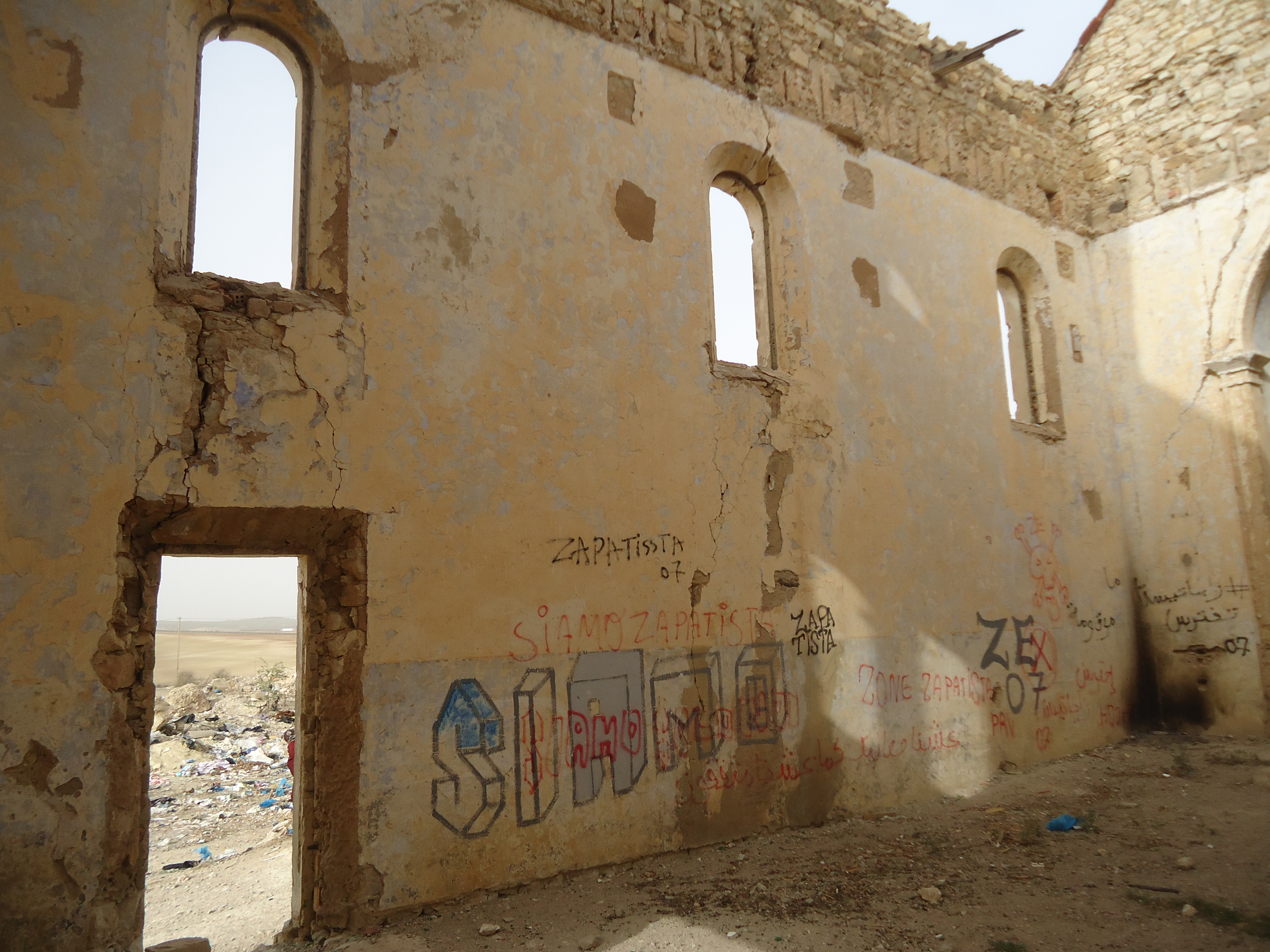
Intérieur côté nord.
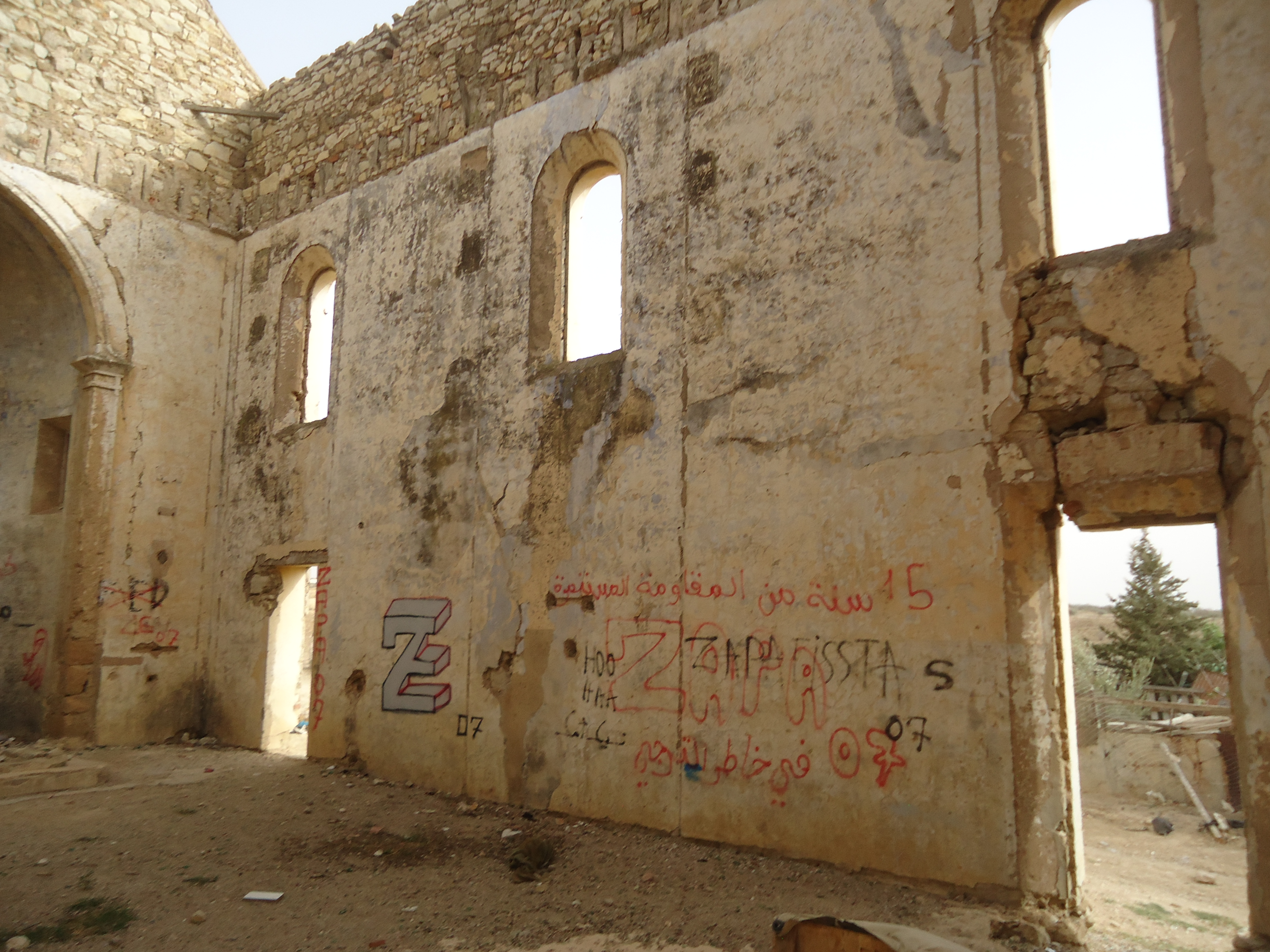
Intérieur côté sud.